# Boscaglia e macchia di Acacia-Commiphora meridionale
La boscaglia e macchia di Acacia-Commiphora meridionale è un'ecoregione dell'ecozona afrotropicale, definita dal WWF (codice ecoregione: AT0716), che si estende attraverso l'Africa orientale, tra Tanzania e Kenya. Questa ecoregione forma parte della regione denominata savane di acacia dell'Africa orientale, inclusa nella lista Global 200.

## Territorio
È un'ecoregione di savana che occupa una superficie di 227.800 km² nel nord e nel centro della Tanzania e nel sud-ovest del Kenya. È divisa in due dalle praterie vulcaniche del Serengeti.

## Flora

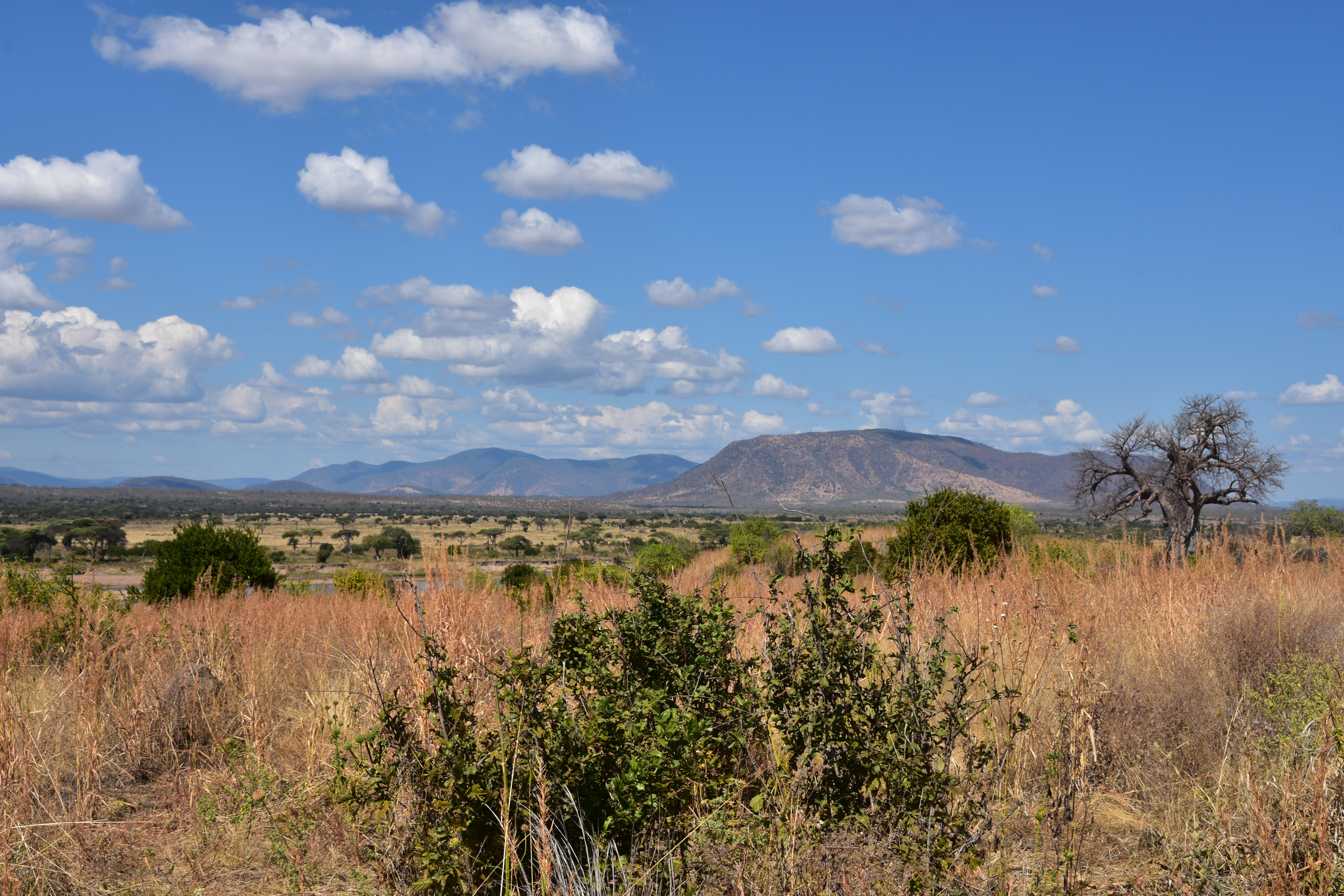
Panorama nel parco nazionale del Ruaha, Tanzania

La vegetazione dominante è la savana arbustiva, nella quale le specie più rappresentative appartengono ai generi Acacia, Commiphora e Crotalaria.

## Fauna
La concentrazione di grandi mammiferi è straordinaria. L'ecoregione è lo scenario della migrazione annuale di oltre un milione di gnu striati (Connochaetes taurinus), 400.000 gazzelle di Thomson (Eudorcas thomsonii) e 200.000 zebre comuni (Equus quagga). Di conseguenza, anche la popolazione di grandi predatori è elevata: si incontrano, tra gli altri, iene maculate (Crocuta crocuta), leoni (Panthera leo), leopardi (Panthera pardus), ghepardi (Acinonyx jubatus) e licaoni (Lycaon pictus). Si conoscono tre specie di rettili endemici: il serpente velenoso Amblyodipsas dimidiata e gli anfisbenidi Geocalamus acutus e Geocalamus modestus.

## Conservazione
L'ecoregione è considerata vulnerabile: le principali minacce sono il bracconaggio e l'espansione di agricoltura e allevamento. Il 20% dell'ecoregione è protetto. In Kenya si trovano la riserva nazionale del Masai Mara, il parco nazionale di Ruma e il parco nazionale di Ndere Island; in Tanzania la riserva di caccia di Maswa, il parco nazionale di Mkomazi, il parco nazionale del Serengeti, il parco nazionale di Tarangire, il parco nazionale di Ruaha e l'area di conservazione di Ngorongoro.